# Milltown (Indiana)
Milltown è un comune degli Stati Uniti d'America, situato nello Stato dell'Indiana, diviso tra la contea di Crawford e la contea di Harrison.